# Distriz (Monforte de Lemos)
Distriz (llamada oficialmente Santo André de Distriz) es una parroquia y una aldea española del municipio de Monforte de Lemos, en la provincia de Lugo, Galicia.

## Otras denominaciones
La parroquia también es conocida por el nombre de San Andrés de Distriz.

## Límites
Limita al norte con la parroquia de Vid, al este con Piñeira, al sur con Neiras y al oeste con Mañente.

## Organización territorial
La parroquia está formada por catorce entidades de población, constando dos de ellas en el nomenclátor del Instituto Nacional de Estadística español:
- A Capela
- A Granxa
- A Lama
- Aldea de Baixo (Aldea de Abaixo)
- Babela
- Campelo (O Campelo)
- Distriz*
- Eirexe (A Eirexe)
- Nogueira (A Nogueira)
- O Boeiro
- O Cruceiro
- O Preto
- Pozas (As Pozas)
- Regueiro (O Regueiro)

## Demografía

### Parroquia
| Gráfica de evolución demográfica de Distriz (parroquia) entre 2000 y 2020 |
|                                                                           |
| Datos según el nomenclátor publicado por el INE.                          |

### Aldea
| Gráfica de evolución demográfica de Distriz (aldea) entre 2000 y 2020 |
|                                                                       |
| Datos según el nomenclátor publicado por el INE.                      |